# Pindari
|  | Aquest article tracta sobre la glacera a Uttarakhand, Índia. Si cerqueu grups militars irregulars de l'Índia central a l'inici del segle XIX, vegeu «pindaris». |

Pindari és una glacera a la part alta de la serralada de l'Himàlaia Kumaon, al sud-est de Nanda Devi, Nanda Kot.
La glacera té uns 9 quilòmetres de llarg i dona lloc al riu Pindar que es troba amb l'Alaknanda a Karnaprayag al districte de Garhwal.
El camí per arribar a la glacera creua els pobles de Saung, Loharkhet, creua pel pas de Dhakuri, continua a Khati (l'últim poble habitat del camí), Dwali, Phurkia i finalment Zero Point, Pindar, el final de la pista. Encara que la major part del recorregut és al llarg de les ribes del riu Pindari, el riu és majoritàriament ocult fins a sobrepassar Khati.
El sender cap a la glacera Pindari fa uns 90 km (56 milles) d'anada i tornada que la majoria de gent troba còmode per completar en sis dies. La glacera Pindari també és famosa per altres esports d'aventura com l'escalada en gel i la bicicleta de muntanya.